# Capistrano de Abreu
João Capistrano de Abreu (Maranguape, Ceará, 23 de octubre de 1853 - Río de Janeiro, 13 de agosto de 1927) fue un historiador brasileño. Uno de los primeros grandes historiadores de Brasil, trabajó también en los campos de la etnografía y de la lingüística. Su obra se caracterizada por una rigurosa investigación de las fuentes y por una visión crítica de los hechos históricos.

## Biografía
Realizó sus estudios primarios y secundarios en Fortaleza y en Recife, trasladándose a Río de Janeiro en 1875. En esta ciudad se empleó en la famosa Librería Garnier, pasando a colaborar en el periódico Gazeta de Notícias. Nombrado oficial de la Biblioteca Nacional (1879), se inscribió en un concurso oficial del Colegio Pedro II para una plaza de profesor de Corografía e Historia de Brasil (1883). La tesis que presentó versaba sobre el descubrimiento de Brasil y su desarrollo el siglo XVI, considerada como una de las más importantes obras en historiografía de historia de Brasil. Aprobado, tomó posesión del cargo en 23 de julio de 1883, habiéndolo ejercido hasta 1899, cuando Epitácio Pessoa, entonces ministro de Justicia, determinó anexionar la enseñanza de historia de Brasil con la de historia universal. En señal de protesta, Capistrano rechazó dar lecciones de la nueva disciplina, prefiriendo mantenerse disponible para dedicarse a la investigación.

## Obras
- Estudo sobre Raimundo da Rocha Lima (1878)
- José de Alencar (1878)
- A língua dos Bacaeris (1897)
- Capítulos de História Colonial (1907)
- Dois documentos sobre Caxinauás (1911-1912)
- Os Caminhos Antigos e o Povoamento do Brasil (1930)
- O Descobrimento do Brasil
- Ensaios e Estudos (1931-33, póstumo)
- Correspondência (1954, póstuma)